# Fichtelberg (Opper-Franken)
Fichtelberg is een gemeente in de Duitse deelstaat Beieren, en maakt deel uit van het Landkreis Bayreuth.
Fichtelberg telt 1.778 inwoners.

## Indeling van de gemeente
De gemeente Fichtelberg bestaat uit drie dorpen:
- Fichtelberg (parochiedorp en hoofdplaats)
- Hüttstadl, 3 km ten zuidwesten van het hoofddorp, direct ten westen van Mehlmeisel
- Neubau, aan de noordkant van het hoofddorp, direct ten zuidwesten van de Fichtelsee

## Ligging, infrastructuur
Fichtelberg ligt op de zuidoostelijke flank van de Ochsenkopf in het Fichtelgebergte.
Het wordt omgeven door een gemeentevrij gebied, het bijna 2089 hectare grote Gemeindefreie Gebiet Fichtelberg (Amtlicher Gemeindeschlüssel: 09 472 453). Dit gebied bestaat uit bos en is onbewoond. De enige bewoonde buurgemeente, aan de zuidkant, is Mehlmeisel.

## Infrastructuur
Het hoofddorp Fichtelberg ligt drie kilometer ten zuiden van de  B 303 en circa 25 km ten oosten van de  Autobahn A 9, Berlijn-Neurenberg, afrit 39 Bad Berneck, 38 Marktschorgast, of 37 Gefrees.
Enkele keren per dag rijdt een streekbus tussen Fichtelberg en Wunsiedel. Op zaterdagen rijdt deze bus twee keer, op zon- en feestdagen geheel niet. Verder rijden incidenteel belbussen en schoolbusjes voor leerlingenvervoer.

## Geschiedenis
Fichtelberg, in de 14e eeuw Vythenberg geheten, is als mijnbouwnederzetting ontstaan. Het gebergte in de omgeving was rijk aan ijzererts. Fichtelberg dankt zijn naam aan Sint Vitus, aan wie de eerste ijzerertsmijn was gewijd. Van 1602 tot 1859 werd de mijnbouw bedreven door de Gewerkschaft Erzgrube Gottesgab im Gleißingerfels am Fichtelberg. Nadien was de winning niet langer lonend. Van 1671 tot 1981 dreef de familie Lindner hier een niet onbelangrijke bierbrouwerij. 
In 1886 deed het toerisme hier zijn intrede, in de eerste plaats wandeltoerisme.
Kort na de Tweede Wereldoorlog waren hier tijdelijk glasblazers uit het Tsjechische Jablonec nad Nisou (Gablonz) gevestigd, die het communistische regime in hun vaderland waren ontvlucht.
In 2012 brandde , waarschijnlijk als gevolg van brandstichting, het grote Thermalbad van het dorp geheel af. Het is daarna niet herbouwd.

## Bezienswaardigheden, toerisme
Fichtelberg is een staatlich anerkannter Luftkurort.
Het toerisme is de belangrijkste bron van inkomen van de gemeente. De nadruk ligt hierbij op:
- wandelen en bergwandelen in het Fichtelgebergte
- wintersport, zowel alpineskiën als langlaufen
- watersport, en in strenge winters schaatsen op het 10,5 hectare grote stuwmeertje Fichtelsee
- mountainbiken.

Bezienswaardig is de van 1708-1711  gebouwde rooms-katholieke dorpskerk Maria Verkondiging, met in het interieur een barok altaarstuk. Aan vele details van het interieur is te zien, dat in het verleden vooral mijnwerkers en hun gezinnen hier ter kerke gingen.

## Afbeeldingen

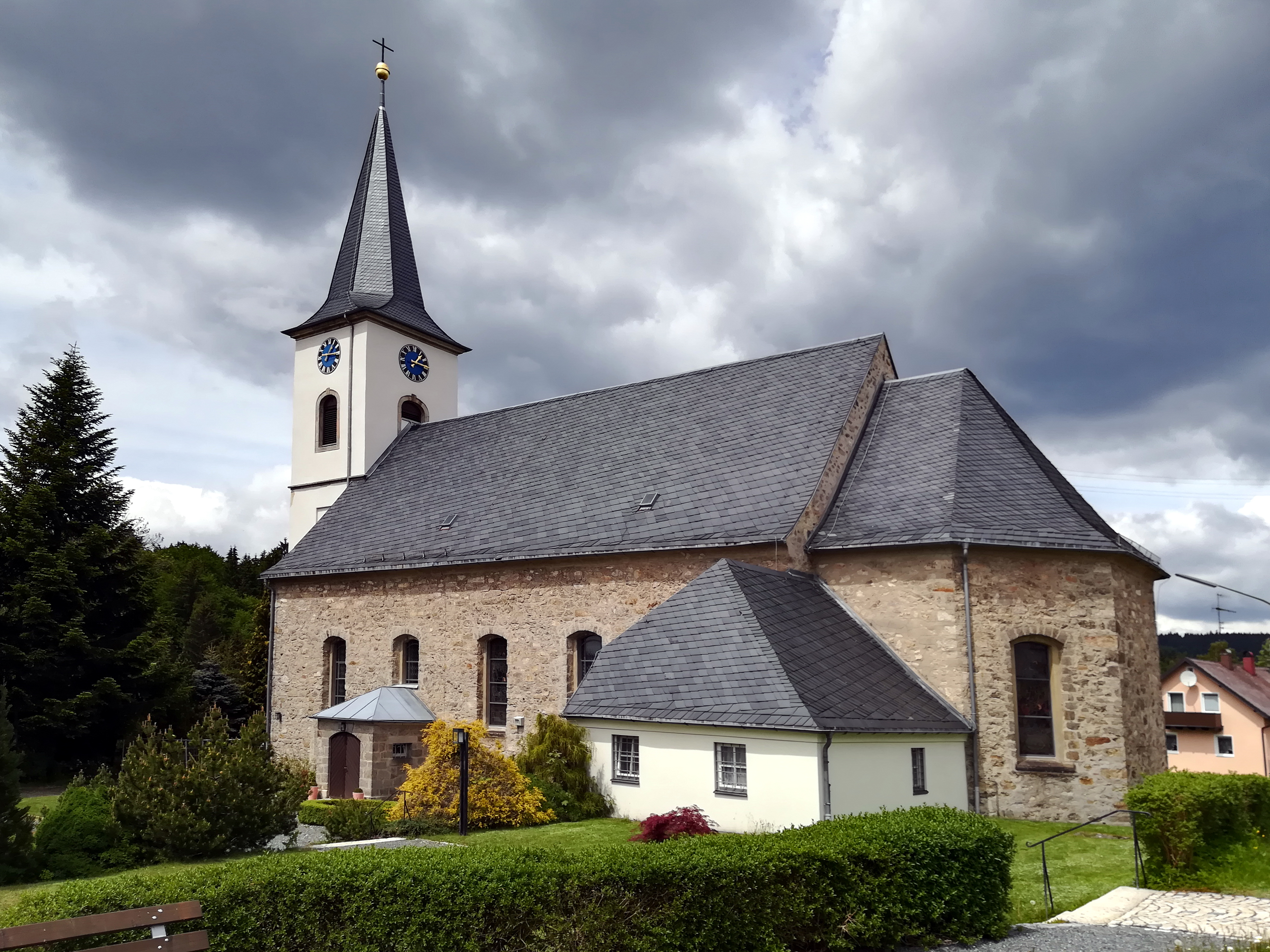
R.K. kerk te Fichtelberg
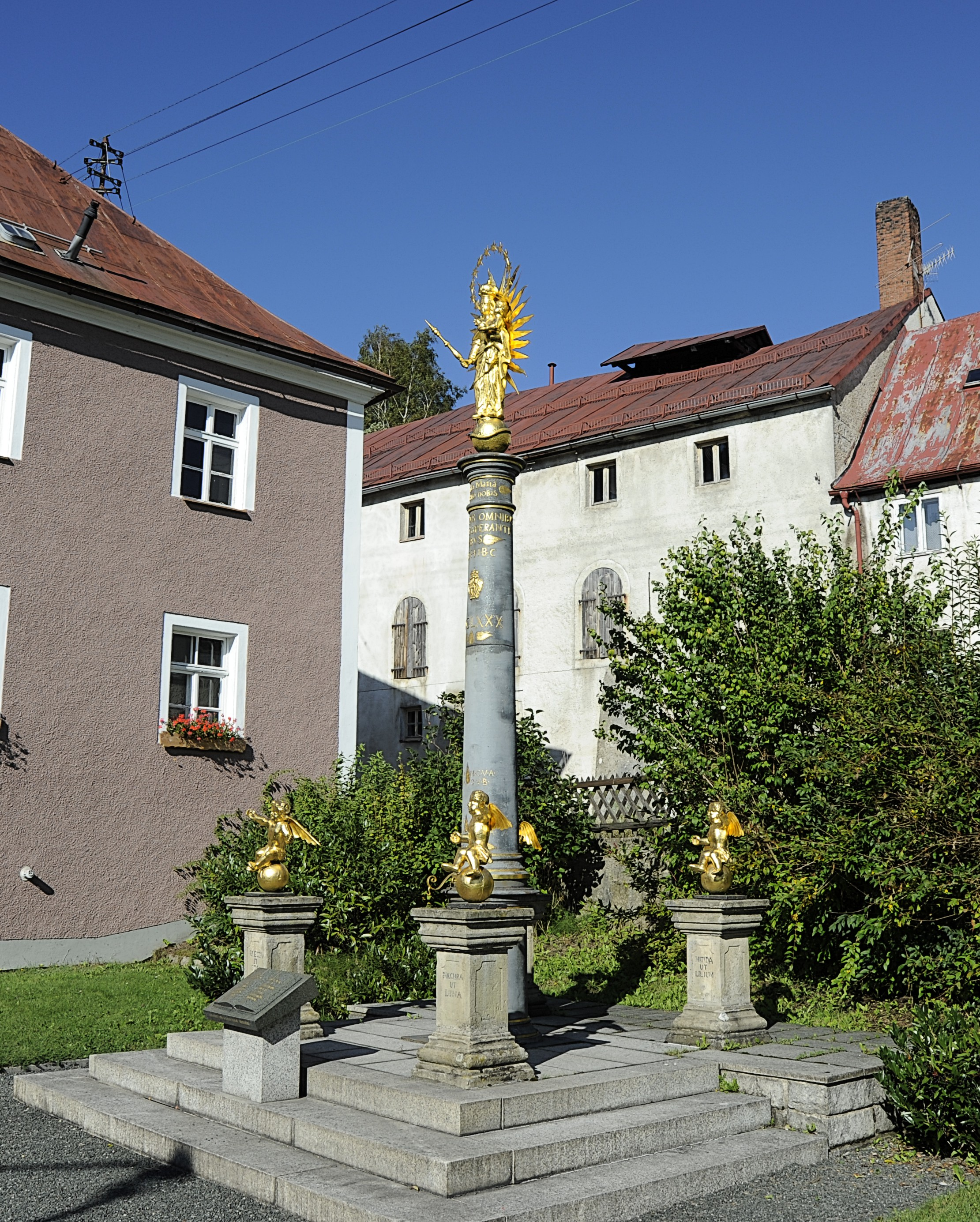
Mariazuil te Fichtelberg (1680)
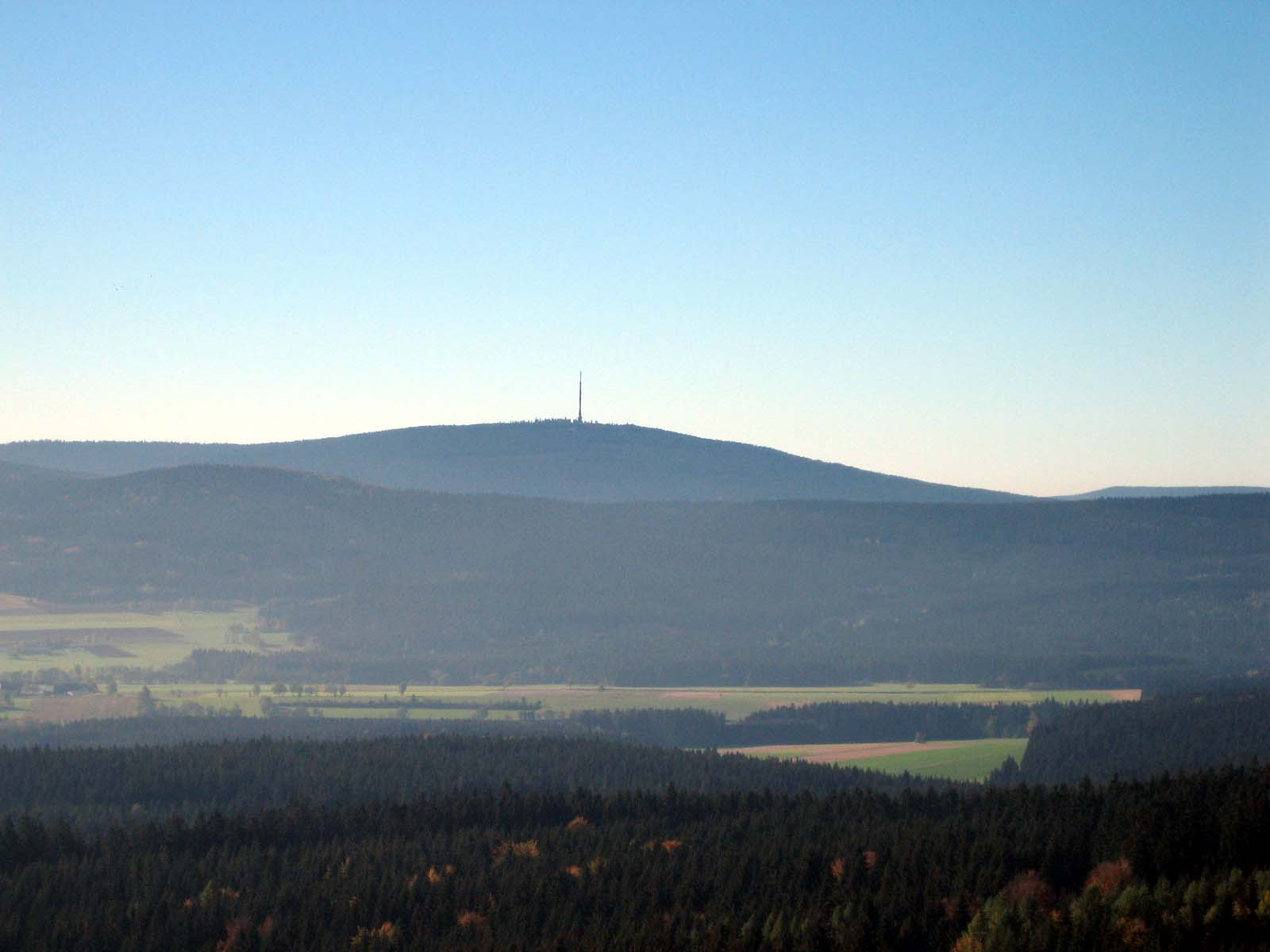
De 1024 meter hoge berg Ochsenkopf
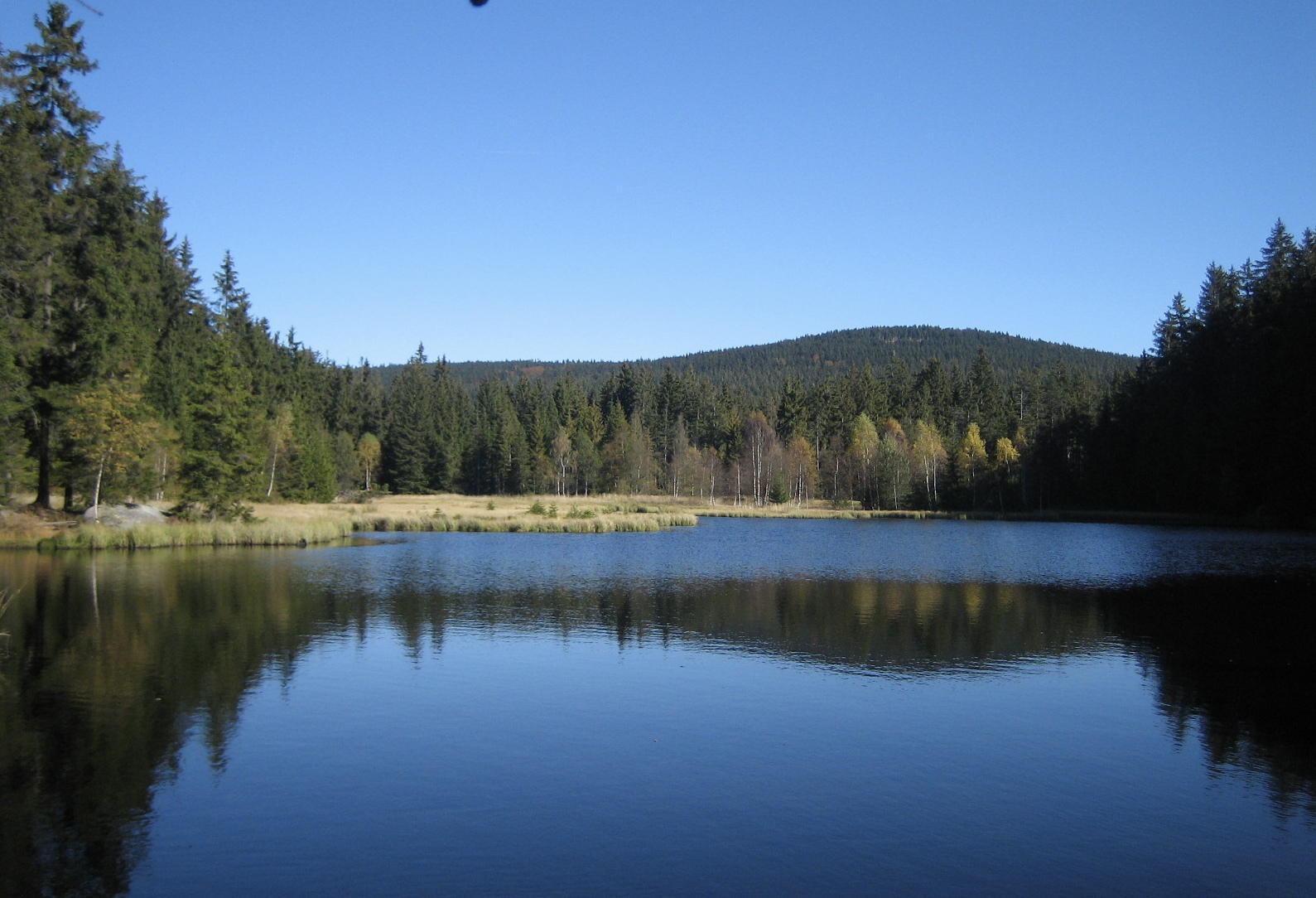
De Fichtelsee

Ahorntal ·
Aufseß ·
Bad Berneck im Fichtelgebirge ·
Betzenstein ·
Bindlach ·
Bischofsgrün ·
Creußen ·
Eckersdorf ·
Emtmannsberg ·
Fichtelberg ·
Gefrees ·
Gesees ·
Glashütten ·
Goldkronach ·
Haag ·
Heinersreuth ·
Hollfeld ·
Hummeltal ·
Kirchenpingarten ·
Mehlmeisel ·
Mistelbach ·
Mistelgau ·
Pegnitz ·
Plankenfels ·
Plech ·
Pottenstein ·
Prebitz ·
Schnabelwaid ·
Seybothenreuth ·
Speichersdorf ·
Waischenfeld ·
Warmensteinach ·
Weidenberg